# Eutin
Eutin ist die Kreisstadt des Kreises Ostholstein im Osten Schleswig-Holsteins.

## Lage und Gemeindegliederung
Eutin liegt im seereichen Naturpark Holsteinische Schweiz, der durch Moränen geprägt ist, zwischen dem Großen Eutiner See und dem Sibbersdorfer See im Osten, dem Kleinen Eutiner See im Süden, dem Dodauer See im Westen, sowie dem Keller-, Uklei- und Lebebensee im Norden der Gemeinde. Außerdem liegen im Gebiet der Kommune der nordöstlich gelegene Seeschaarwald und der sich am westlichen Ortsrand Eutins befindende Dodauer Forst, in dem unter anderem die Bräutigamseiche steht.
Neben der eigentlichen Stadt Eutin mit rund 12.000 Einwohnern gibt es die vier Dorfschaften Fissau (1946 Einwohner), Neudorf (2855 Einwohner), Sibbersdorf (132 Einwohner) und Sielbeck (214 Einwohner), die eigene Dorfvorstände bilden. Des Weiteren gehören zur Kommune die Gebiete Am Redderkrug, An der Schafwehde, Forsthaus Dodau, Forsthaus Wüstenfelde, Sandfeldkrug und Schäferei.

## Geschichte

### Mittelalter
Der Name Eutin (ursprünglich Utin) ist slawischer Herkunft. Seine Bedeutung ist nicht ganz sicher, wahrscheinlich ist er von dem Personennamen „Uta“ abgeleitet. Die slawischen Abodriten besiedelten seit dem 7./8. Jahrhundert n. Chr. das östliche Holstein (Wagrien) und errichteten auf der Fasaneninsel im Großen Eutiner See eine Burg. Im Zuge der deutschen Ostsiedlung wanderten seit dem 12. Jahrhundert, nachdem das Gebiet durch die Grafen von Holstein militärisch unterworfen worden war, niederdeutsche und holländische Siedler ein. In und um Eutin siedelten sich insbesondere Holländerfamilien an. Im Jahre 1156 wurde Eutin Marktort und 1257 erhielt es die Stadtrechte. Um 1300 wurde es vorübergehend die Residenz der (Fürst-)Bischöfe von Lübeck. Die Kirche des späten 12. Jahrhunderts wurde 1309 zum Kollegiatsstift erhoben. Seit 1439 ist bei der Stadt „vor dem Lübecker Tor“ ein Leprosorium nachweisbar, das als St.-Jürgen-Stift bezeichnet wurde und später im St.-Georg-Hospital aufging. Im Gebäude des Hospitals befand sich später das Kreisheimatmuseum (heute Ostholstein-Museum Eutin).

### Frühe Neuzeit
Als Reiseprediger begleitete Johann Gottfried Herder im Jahr 1770 den Eutiner Erbprinzen Peter Friedrich Wilhelm. Zwischen 1776 und 1829 erlebte Eutin eine kulturelle Blüte. Der Sturm-und-Drang-Lyriker Friedrich Leopold zu Stolberg, der Dichter und Homer-Übersetzer Johann Heinrich Voß, der Dramatiker Heinrich Wilhelm von Gerstenberg, der Philosoph Friedrich Heinrich Jacobi und andere weithin bekannte Schriftsteller lebten hier und bildeten den Eutiner Kreis. Matthias Claudius, Friedrich Gottlieb Klopstock, Wilhelm von Humboldt sowie andere bedeutende Persönlichkeiten kamen nach Eutin und suchten den Gedankenaustausch mit ihnen. Der weltberühmte romantische Komponist Carl Maria von Weber wurde 1786 hier geboren.

### 1803 bis 1945

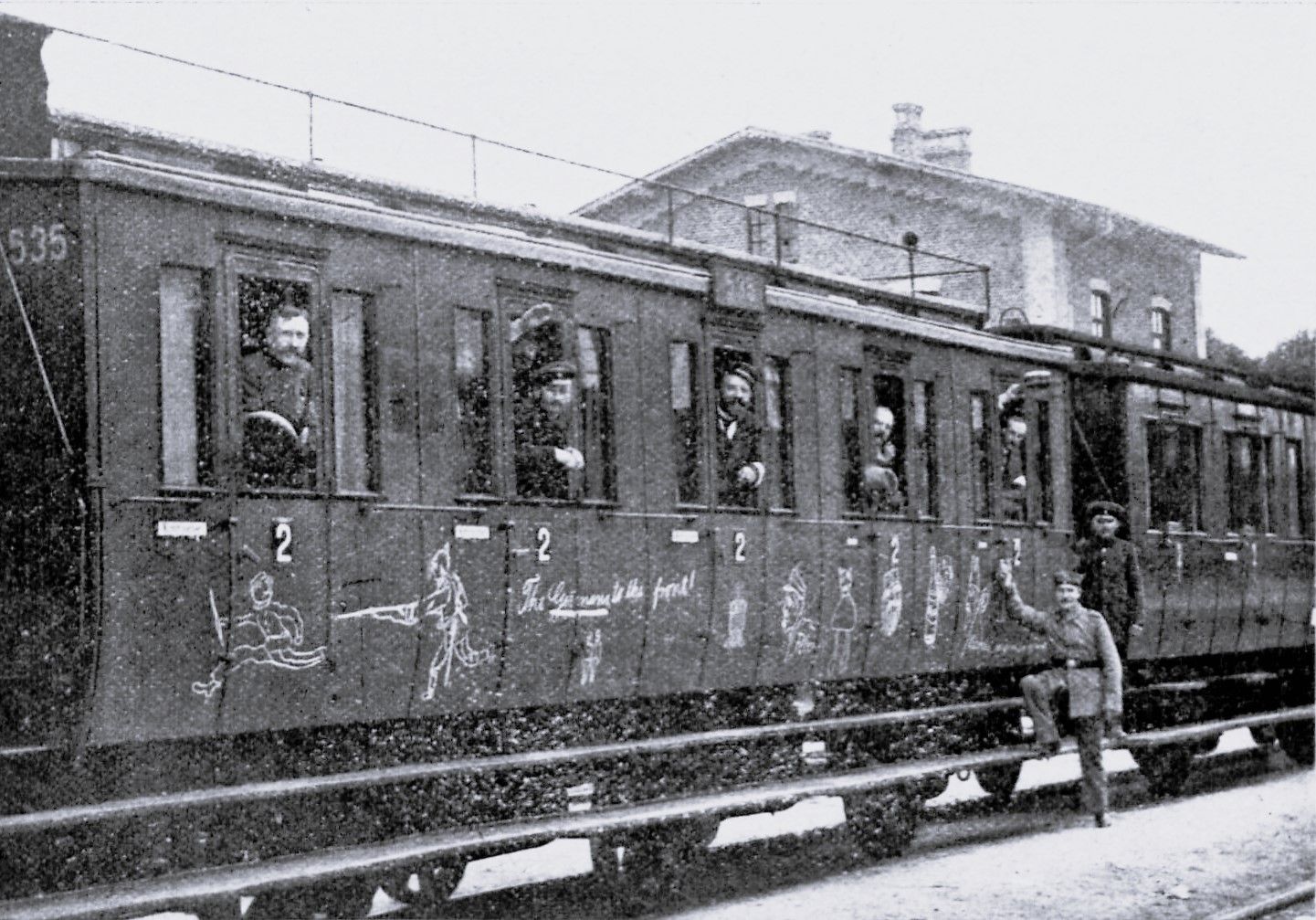
Das Eutiner Offizierskorps der 162er rückt ins Kriegslager aus.

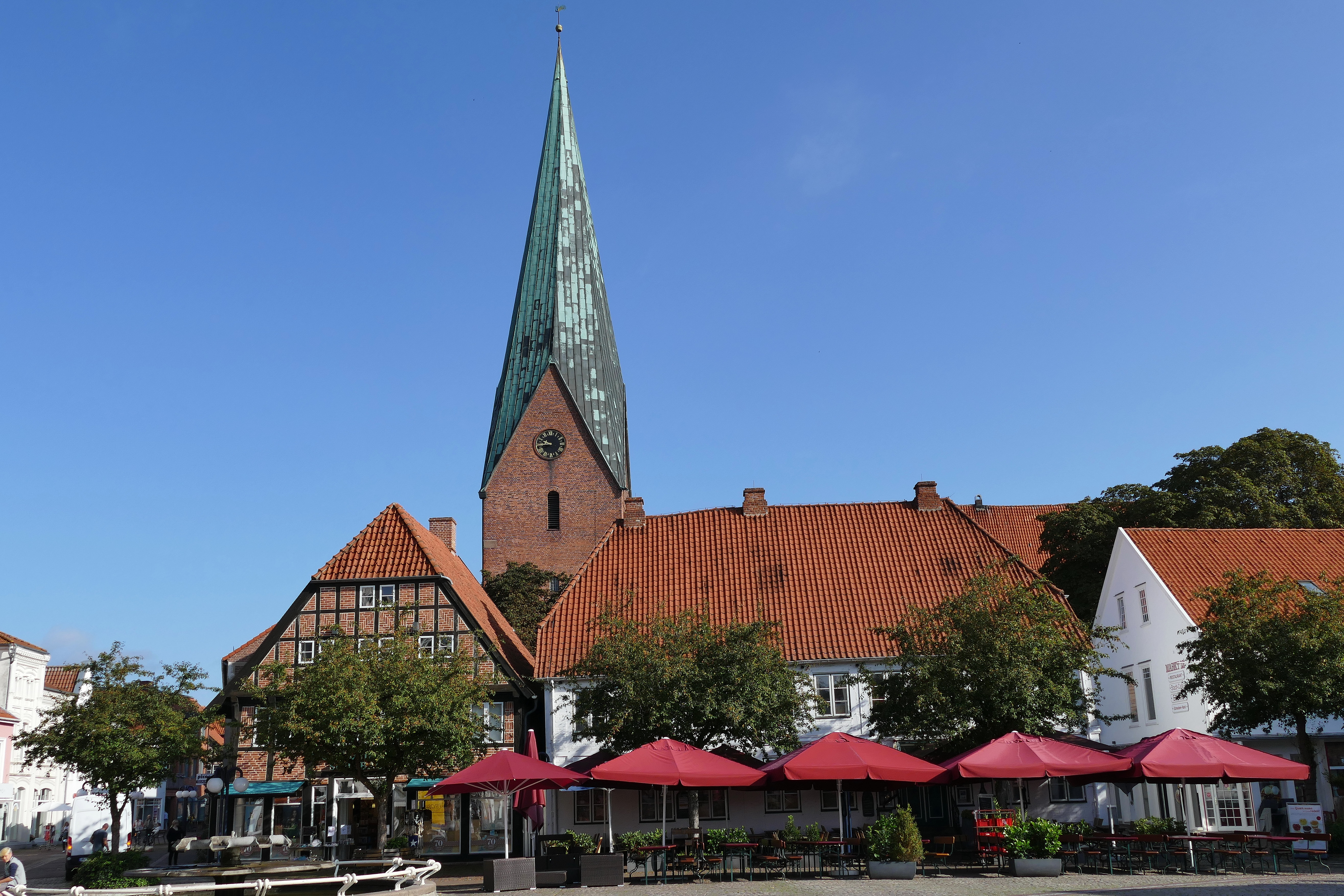
Marktplatz mit St. Michaelis

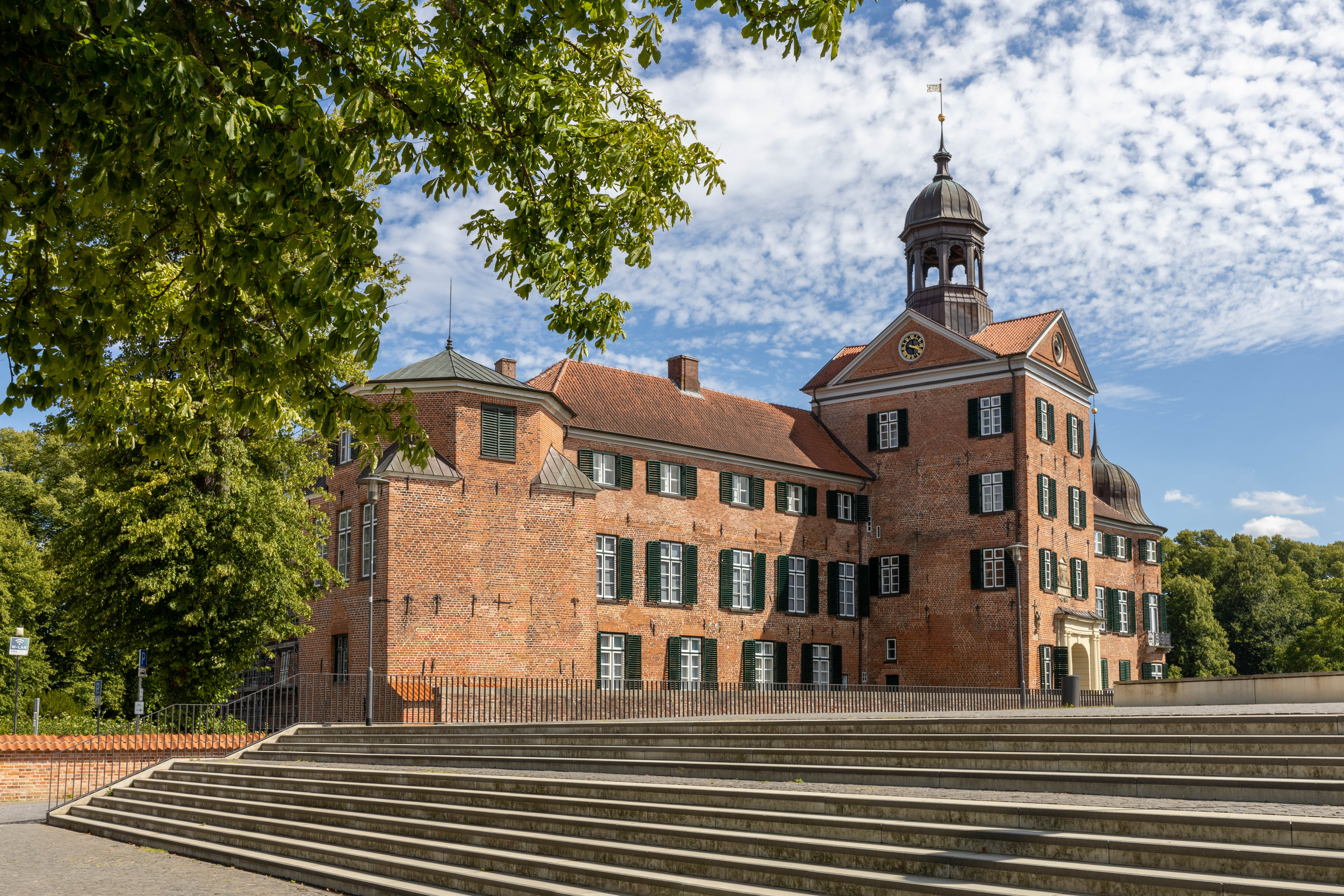
Schloss

Nach der Aufhebung des Hochstifts Lübeck im Reichsdeputationshauptschluss 1803 wurde Eutin mit dem Stiftsgebiet als Fürstentum Lübeck Teil des Großherzogtums Oldenburg.
Der Goethe-Maler Johann Heinrich Wilhelm Tischbein lebte und wirkte seit 1808 bis zu seinem Tode 1829 in der Stadt. Dies trug Eutin die Ehrenbezeichnung Weimar des Nordens ein (siehe unten: berühmte Persönlichkeiten).
Ab 1913 war Eutin eine Garnisonsstadt. Das neue III. Bataillon des Infanterie-Regiments „Lübeck“ (3. Hanseatisches) Nr. 162 erhielt hier seinen Standort. Während des Ersten Weltkriegs befand sich hier ein Offizierslager der 9. Inspektion (IX. RK). Erst während des Krieges wurde dessen hiesige Kaserne, sie wurde zum 25. Jahrestag des Regiments nach deren Regimentskriegskommandeur Rettberg-Kaserne benannt und trägt seit 2021 den Namen Oberst-Herrmann-Kaserne, fertiggestellt. Nach dem Krieg war dort das von Otto Dziobek befehligte lübeckische Freiwilligen-Bataillon.
In der Zeit der Weimarer Republik wurde Eutin eine Hochburg des Nationalsozialismus. 1926 besuchte Adolf Hitler die Stadt. Der Tod des SS-Mannes Karl Radke, der am Abend des 9. November 1931 unter ungeklärten Umständen bei einer Auseinandersetzung durch Messerstiche tödlich verletzt wurde, bewirkte in Eutin einen starken Zulauf für die nationalsozialistische Bewegung. Dies nicht zuletzt deshalb, weil der Tod Radkes es der NSDAP in Eutin ermöglichte, einen Märtyrerkult mit seinem Tod im Gau Schleswig-Holstein zu veranstalten. Dazu gehörte auch, dass die SS-Kaserne der 50. SS-Standarte in Flensburg den Namen „Carl Radkehaus“ erhielt. Nach der Machtergreifung der Nationalsozialisten unterhielt die SA in Eutin von Juli 1933 bis Mai 1934 das KZ Eutin, ein frühes Konzentrationslager, in dem Angehörige der demokratischen Parteien, Nazigegner und Juden gefangen gehalten und misshandelt wurden.
Ab 1936 versuchte der Eutiner Dichterkreis unter nationalsozialistischen Vorzeichen an die Tradition des historischen Eutiner Kreises anzuknüpfen. Der vom Dichterkreis herausgegebene Almanach enthielt aber vor allem Heimatkunst und stellte sich in den Dienst der Blut-und-Boden-Ideologie. Das machte den Eutiner Dichterkreis zu einer bedeutenden literarischen Gruppe Deutschlands in der Zeit des Nationalsozialismus. Die Novemberpogrome 1938 am 9. November 1938 gingen an Eutin weitgehend spurlos vorbei. Grund dafür war, dass hier nur eine sehr kleine jüdische Minderheit lebte und jegliche jüdische Einrichtungen fehlten, mit Ausnahme des jüdischen Friedhofs, der in der Pogromnacht verwüstet und bis 1954 genutzt wurde. Auf einen Befehl der Geheimen Staatspolizei vom 22. Januar 1945, arbeitsfähige „jüdische Mischlinge“ aufzulisten, damit sie zum Geschlossenen Arbeitseinsatz eingezogen würden, schickten der stellvertretende Bürgermeister und der Obermedizinalrat im Übrigen eine Krankschreibung für die beiden betroffenen Männer als Antwort. Eine weitere Reaktion der Gestapo blieb offenbar danach aus.
1937 wurden die Eutiner Gebiete des Freistaats Oldenburg durch das Groß-Hamburg-Gesetz an Preußen übertragen und hier als Landkreis Eutin in die Provinz Schleswig-Holstein eingegliedert.
Eutin blieb während des Zweiten Weltkriegs vom Luftkrieg verschont, da die Stadt, abgesehen von der dortigen Rettberg-Kaserne, keine lohnenden militärischen Ziele bot. Während der Schlacht um Berlin, unmittelbar nach dem letzten Geburtstag Hitlers, am 20. April 1945, kamen vorbereitete Evakuierungsmaßnahmen der Reichsregierung, der Reichsministerien und des Sicherheitsapparats zur Ausführung. Alle Reichsminister sollten sich in Eutin sammeln, da der Raum Eutin-Plön zu dieser Zeit noch kampffrei war. Die Regierung sowie der Oberbefehlshaber der Kriegsmarine Karl Dönitz hielten sich nur kurz in Eutin auf und zogen weiter ins benachbarte Plön zum Barackenlager der Kaserne Stadtheide, wo sie sich bis Ende April aufhielten. Der Reichsminister für Rüstung und Kriegsproduktion Albert Speer soll sich aber weiterhin mit seinen Mitarbeitern in einer Bauwagenkolonie beim Eutiner See aufgehalten haben. Nach dem Suizid Hitlers wurde Dönitz am 1. Mai 1945 dessen Nachfolger als Reichspräsident. Vor den herannahenden britischen Truppen flohen Dönitz und die Regierung Dönitz am 2. Mai 1945 weiter in den Sonderbereich Mürwik. Plön wurde anschließend zur Offenen Stadt. Am 4. Mai 1945 unterschrieb Hans-Georg von Friedeburg im Auftrag von Dönitz die Teilkapitulation der Wehrmacht für Nordwestdeutschland, Dänemark und die Niederlande. Der Krieg endete schließlich mit der Bedingungslosen Kapitulation der Wehrmacht am 8. Mai.

### Von 1945 bis zum Ende des 20. Jahrhunderts
Nach dem Kriegsende wurde der Landkreis Eutin dem im August 1946 gegründeten Land Schleswig-Holstein zugeordnet. Der Kirchenkreis Eutin nahm nach dem Krieg ideologisch belastete Pastoren auf und distanzierte sich nicht klar vom NS-Unrecht. Erst 2017 verabschiedete die Kirchenkreissynode Ostholstein eine entsprechende Erklärung zur Distanzierung.
In der folgenden Nachkriegsjahren wurde Neubauland in großen Massen erschlossen, um der wachsenden Bevölkerungen, die sich zeitweise verdoppelt hatte aufgrund der Flüchtlingsströme am Ende des Krieges, gerecht zu werden, wodurch die damaligen noch von Eutin getrennten Ortsteile Fissau und Neudorf immer mehr in die eigentliche Stadt integriert wurde und heutzutage, besonders Neudorf, nur noch auf dem Papier vom eigentlich Stadtgebiet abzugrenzen sind.
1970 wurde Eutin Kreisstadt des neugeschaffenen Kreises Ostholstein, der aus der Zusammenlegung zweier kleinerer Kreise entstand und sich bis Fehmarn erstreckt.
Ab ca. 1980 startete Eutin mit einer Sanierung des Stadtkerns und es wurden verschiedenste Neubauprojekte initiiert. Hierbei verlor Eutin teilweise seinen vorherigen Charakter vor allem in der Altstadt, gewann aber auch deutlich durch maßgebende Investitionen in die örtliche Infrastruktur wie z. B. in das Verkehrswesen mit neuen Parkplätze und einem zusammen mit den angrenzenden Straßen zur Fußgängerzone erklärten Markt.
1993 wurde Eutin zum heilklimatischen Kurort ernannt. 2014 wurde der Stadt das Prädikat Luftkurort verliehen. Eutin erhebt eine Tourismusabgabe ausschließlich von Gewerbebetrieben.

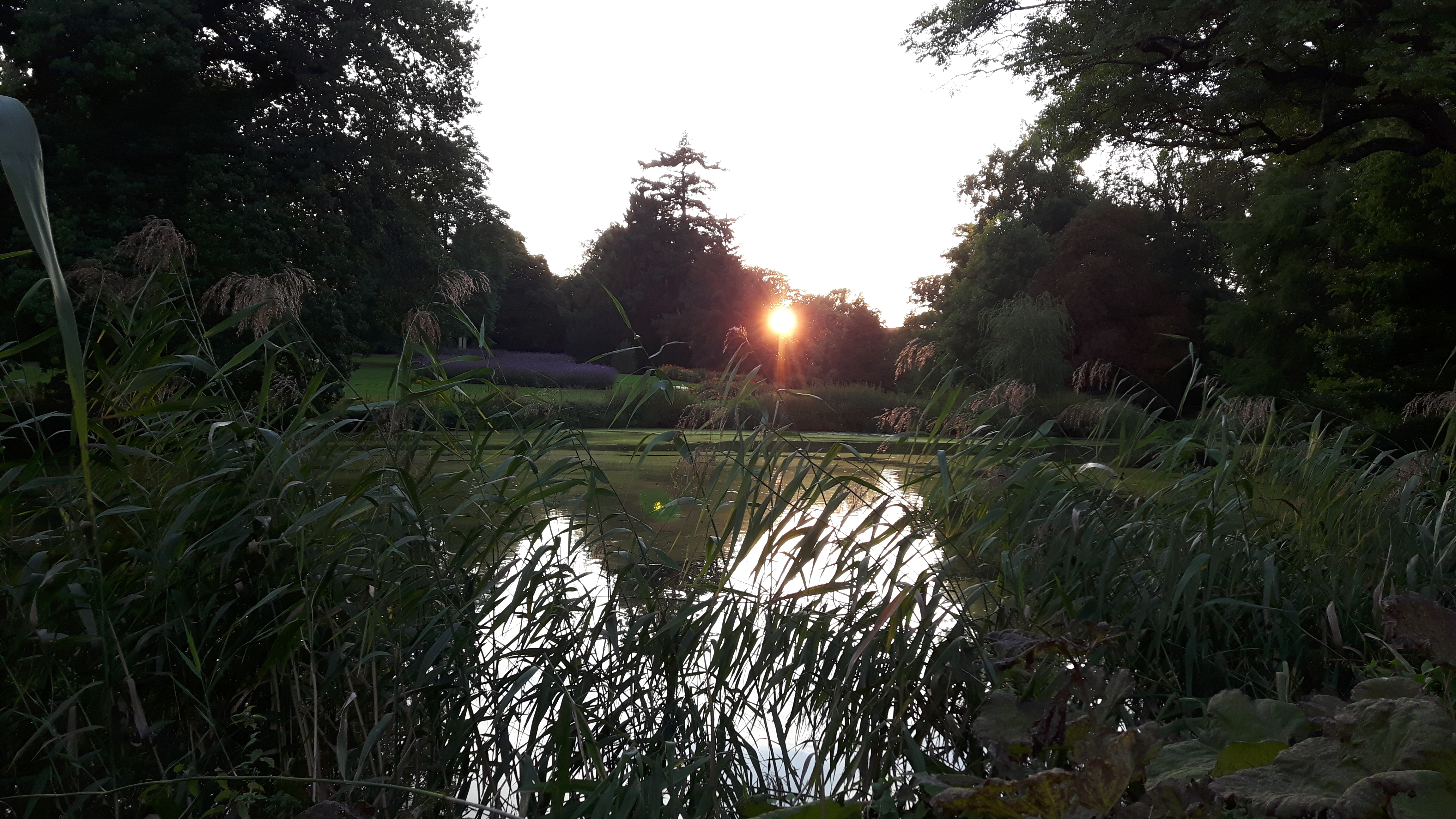
Der Schlossgarten nach den umfassenden Arbeiten zur Landesgartenschau

### Gegenwart
In Eutin fand vom 28. April bis zum 3. Oktober 2016 die Landesgartenschau unter dem Motto „Eins werden mit der Natur“ statt. Hierfür wurde eine umfassende Stadtsanierung in die Wege geleitet, die bis heute anhält. Bis 2016 wurde der Bahnhofsvorplatz und ein Weg zwischen diesem und der Innenstadt umfassend erneuert sowie das eigentliche Gelände der Schau. So wurde die Stadtbucht, der Seepark, der Schlossvorplatz, der Schlossgarten sowie das Festspielareal mit der Opernscheune und dem Küchengarten komplett neu gestaltet sowie wiederaufgebaut bzw. saniert. Nach 2016 folgte dann der ZOB und die Innenstadt mit der Peterstraße, dem Rosengarten, der Königsstraße und dem zentralen Marktplatz. Bei diesen millionenschweren Bauarbeiten wurde neben einem neuen einheitlichen Erscheinungsbild u. a. auch die veraltete Kanalisation der Altstadt erneuert.
In Planung befindet sich aktuell außerdem auch der Neubau der Festspieltribüne sowie die Neugestaltung des Großraumparkplatzes „Am Stadtgraben“. Zusätzlich kommen zu diesen Plänen auch geplante millionenschwere Neubauten des Feuerwehrhauses, der Grundschule am kleinen See und der Wilhelm-Wisser-Schule, da beide Schulen mit ihren veralteten Gebäuden an ihre Kapazitätsgrenzen kommen, sowie die Sanierung und Erweiterung der Schlossterrassen an der Stadtbucht.
Aufgrund der Nähe zu den Ostseebädern an der Lübecker Bucht, die in den vergangenen Jahren u. a. aufgrund des Trends zum Inlandstourismus eine erhöhte Nachfrage erfuhren, rückt auch Eutin in den Fokus der Tourismus-Branche. Die Modernisierung der Stadt sorgte u. a. dafür, dass ein neuer Campingstellplatz auf dem ehemaligen Eingangsbereich der LGS entstand sowie im Juni 2022 ein Inklusions-Hotel direkt in der Stadtbucht eröffnete. Außerdem ist jeweils ein Hotel auf dem Festspiel-Areal und im Ortsteil Fissau direkt am Kellersee geplant sowie ein weiteres direkt an der Stadtbucht.

## Politik

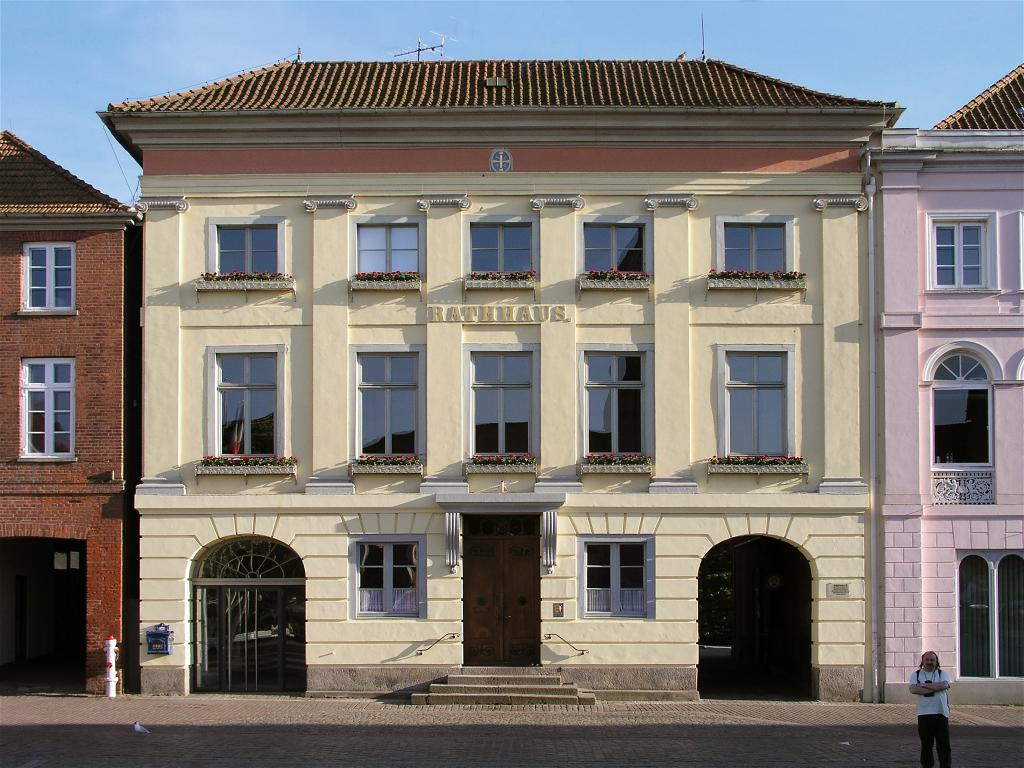
Das Eutiner Rathaus aus dem Jahr 1791

### Stadtvertretung und -oberhaupt
Bürgermeister von Eutin ist seit Jahresbeginn 2023 Sven Radestock (Grüne). Unterstützt wird er durch Andreas Zabel (CDU), der, als Vorsitzender der Stadtvertretung, Bürgervorsteher ist, nachdem er bei der letzten Wahl neu in die Stadtvertretung eingezogen war. Diese letzte Wahl zur Stadtvertretung am 14. Mai 2023 ging wie folgt aus:
| Wahl zur Stadtvertretung Eutin 2023 %403020100 33,4 %7,9 %16,8 %26,0 %9,1 %6,8 % CDUFWESPDGrüneFWFDPGewinne und Verlusteim Vergleich zu 2018 %p 10 8 6 4 2 0 −2 −4 −6 −8−10−12−14−16+2,7 %p−14,4 %p−4,6 %p+6,8 %p+9,1 %p+0,5 %pCDUFWESPDGrüneFWFDP | Sitzverteilung in der Stadtvertretung Eutin seit 2023Insgesamt 29 Sitze - SPD: 5 - Grüne: 7 - FWE: 2 - FDP: 2 - FW: 3 - CDU: 10 |

2018 erhöhte sich die Anzahl der Sitze von 27 auf 35. 2023 schrumpfte sie wieder auf 29. Als Vertretung der Kinder und Jugendlichen in Eutin gibt es außerdem seit 2017 ein Kinder- und Jugendparlament, das alle zwei Jahre von den 10- bis 19-Jährigen gewählt wird und die Funktion eines Beirates einnimmt. Aktuell setzt sich dieses sogenannte KiJuPa aus 8 Mitgliedern zusammen.

### Verwaltungsgemeinschaft
Seit dem 1. Januar 2007 führt die Stadt im Rahmen einer Verwaltungsgemeinschaft die Verwaltungsgeschäfte für die amtsfreie Nachbargemeinde Süsel.

### Wappen
Blasonierung: „In Blau ein goldenes Balkenkreuz, der Stamm oben und unten besteckt mit einer goldenen Lilie, der Querarm beidseitig mit einer achtblättrigen goldenen Rose; in den Winkeln die goldenen Großbuchstaben VTIN.“
Das Kreuz verweist auf die Verleihung des Stadtrechts (1257) durch den Lübecker Bischof Johann von Diest, die Rosen sind Zeichen der Gerichtsbarkeit und die Lilien mittelalterliche Symbole für Reinheit, die Inschrift VTIN (also „UTIN“ in lateinischen Lettern) steht für den Ortsnamen.

### Städtepartnerschaften
Partnerstädte von Eutin sind
- Guldborgsund Kommune, Dänemark
- Putbus auf Rügen, Deutschland
- Lawrence (Kansas), USA, seit 1989[34]

## Öffentliche Einrichtungen

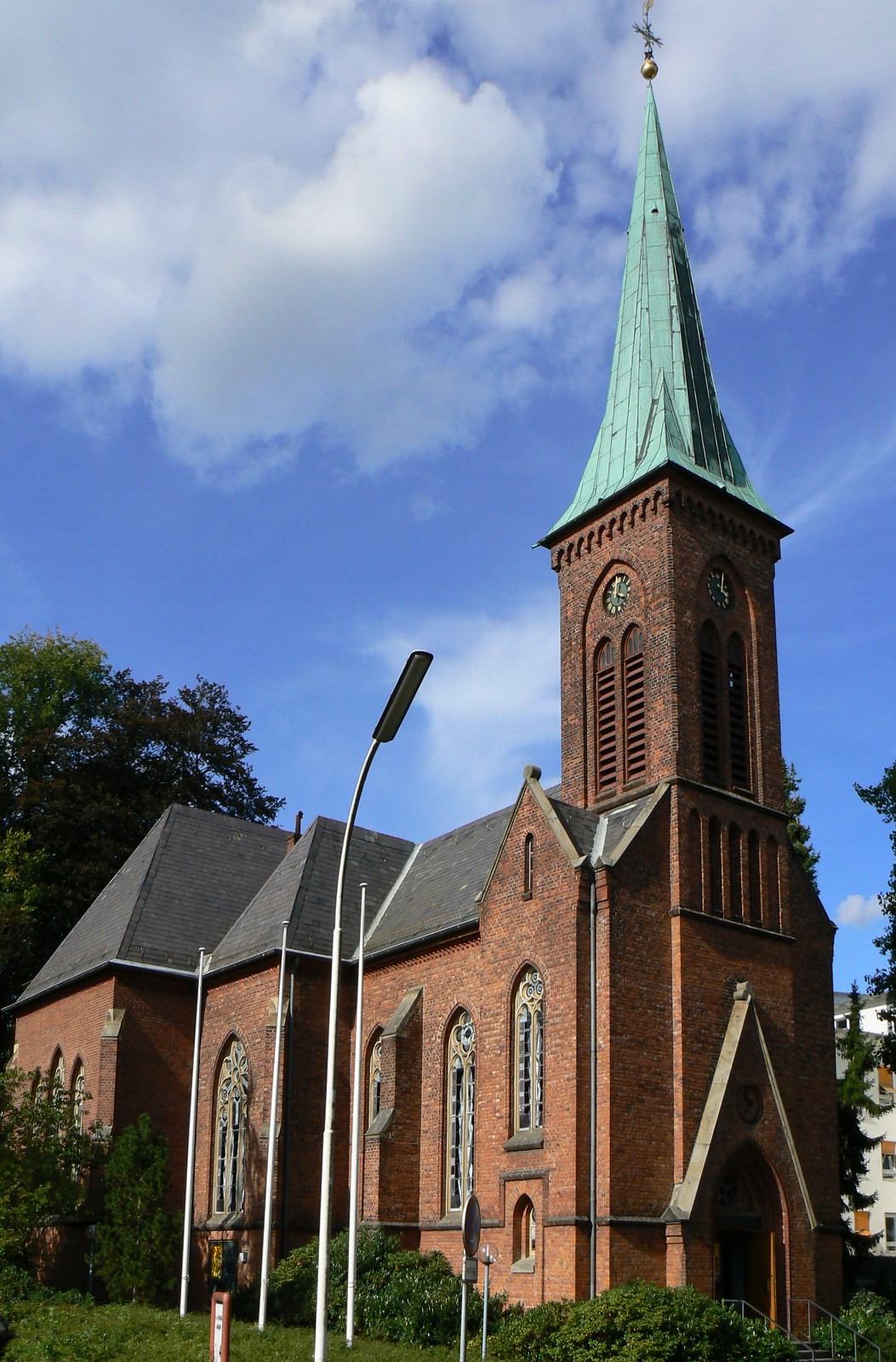
Die katholische Marienkirche

### Kirchen
- evangelisch-lutherisch
  - St. Michaelis, Kirchplatz
  - Martin-Luther-Kirche, Krete (Eutin-Fissau), z. Zt. (2019) wegen Sanierung geschlossen
  - Friedenskirche, Beuthiner Straße (Eutin-Neudorf), ab Februar 2019 keine Nutzung für Gottesdienste mehr
- römisch-katholisch
  - Marienkirche (kath. Pfarrhaus), Plöner Straße
- Sonstige Glaubensgemeinschaften
  - Freie evangelische Gemeinde (FeG), Industriestraße
  - Evangelisch-Freikirchliche Gemeinde (Baptisten), Plöner Straße
  - Neuapostolische Kirche, Plöner Straße
  - Leuchtfeuer-Gemeinde, Friedrichstraße

### Schulen

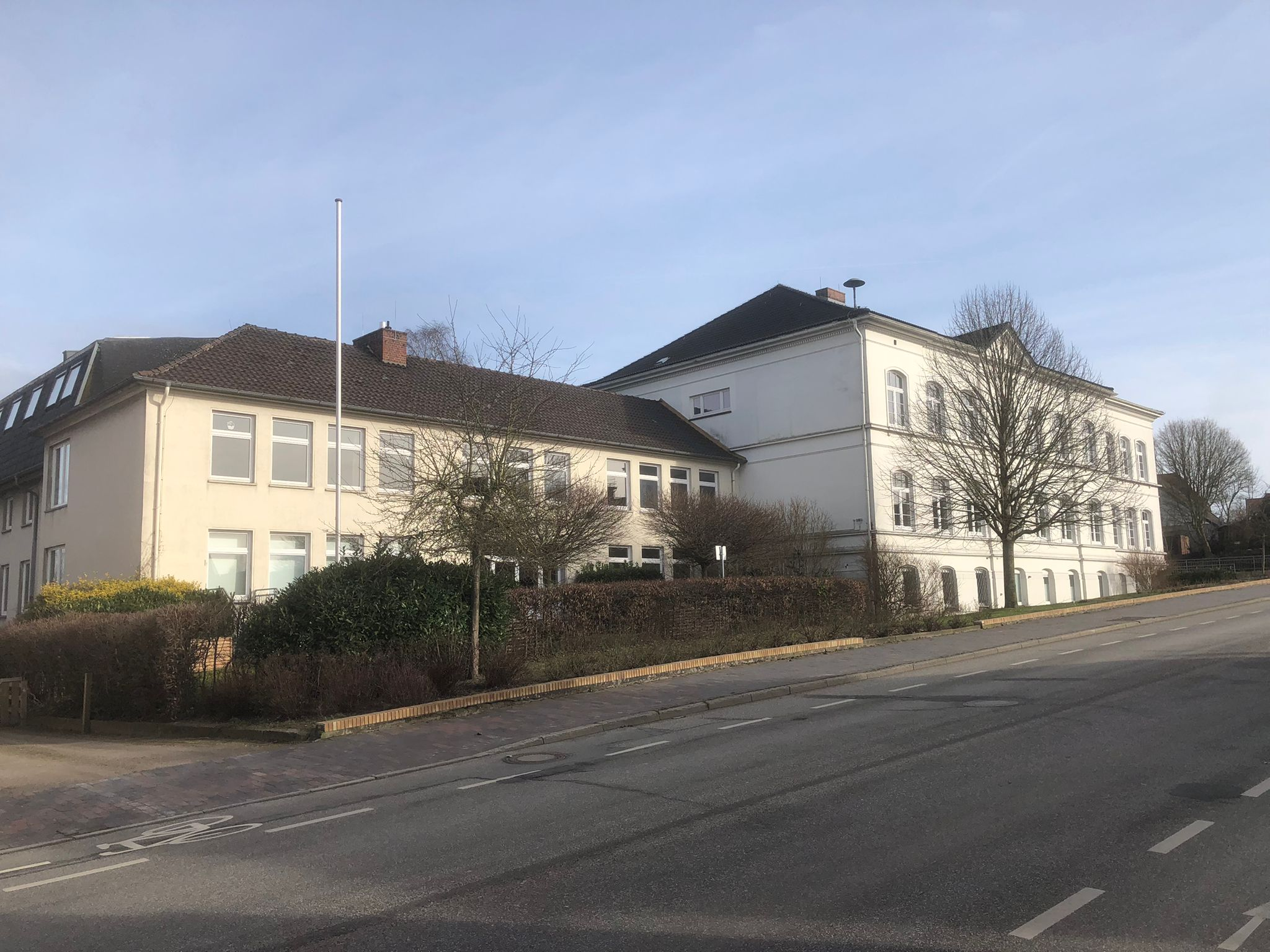
Der Hauptstandort der Wilhelm-Wisser-Schule in der Elisabethstraße

#### Allgemeinbildende Schulen

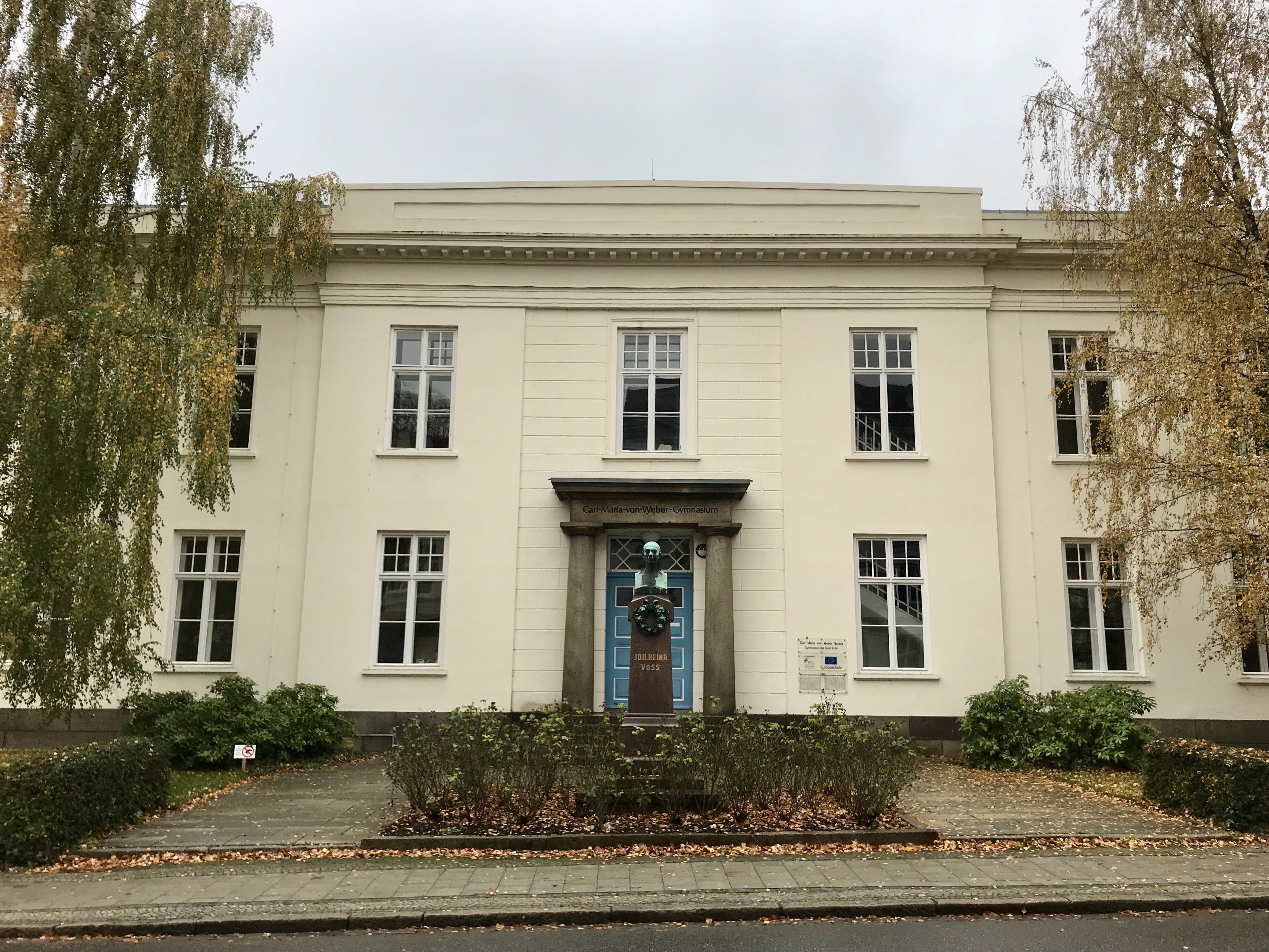
Die Carl-Maria-von-Weber-Schule von der Plöner Straße aus

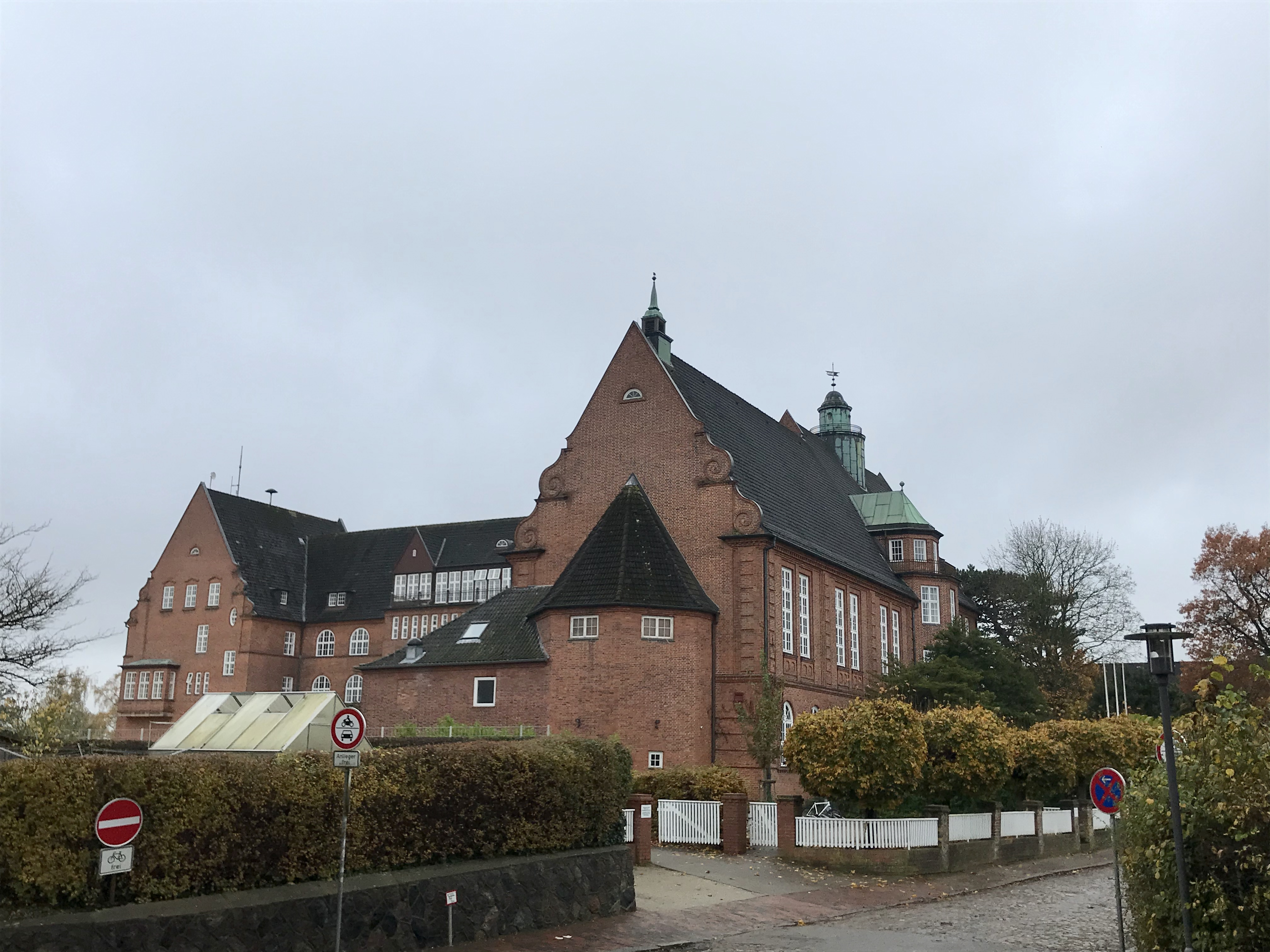
Die markante Johann-Heinrich-Voß-Schule auf dem Eutiner Königsberg

Schülerzahlen aus dem Schuljahr 2019/2020
- Grundschule
  - Gustav-Peters-Schule mit den Standorten Blaue Lehmkuhle, Am kleinen See (Lübsche Koppel) und Auestraße (Fissau), 643 Schüler in 29 Klassen
- Gemeinschaftsschule
  - Wilhelm-Wisser-Schule (Gemeinschaftsschule Eutin) mit den Standorten Elisabethstraße, Lübsche Koppel und Roggenkamp (Hutzfeld), 657 Schüler in 28 Klassen
- Gymnasien
  - Carl-Maria-von-Weber-Schule (Europaschule), Plöner Straße, 56 Lehrer[36] und 646 Schüler in 28 Klassen
  - Johann-Heinrich-Voß-Schule, Bismarckstraße, 536 Schüler in 24 Klassen
- Förderzentrum (FöZ)
  - Albert-Mahlstedt-Schule (FöZ Lernen), Bahnhofstraße, 132 Betreute

#### Berufsbildende Schulen
Schülerzahlen aus dem Schuljahr 2019/2020
- berufliche Schulen des Kreises Ostholstein, Wilhelmstraße, 2877 Schüler in 160 Klassen (an zwei Standorten in Eutin sowie an jeweils einem Standort in Malente und Bad Schwartau)
- Ausbildungszentrum für Berufe im Gesundheitswesen (Krankenpflegeschule), Hospitalstraße, 84 Schüler in fünf Klassen
- DRK-Fachschule für Altenpflege, Meinsdorfer Weg, 117 Schüler in 13 Klassen

### Polizei

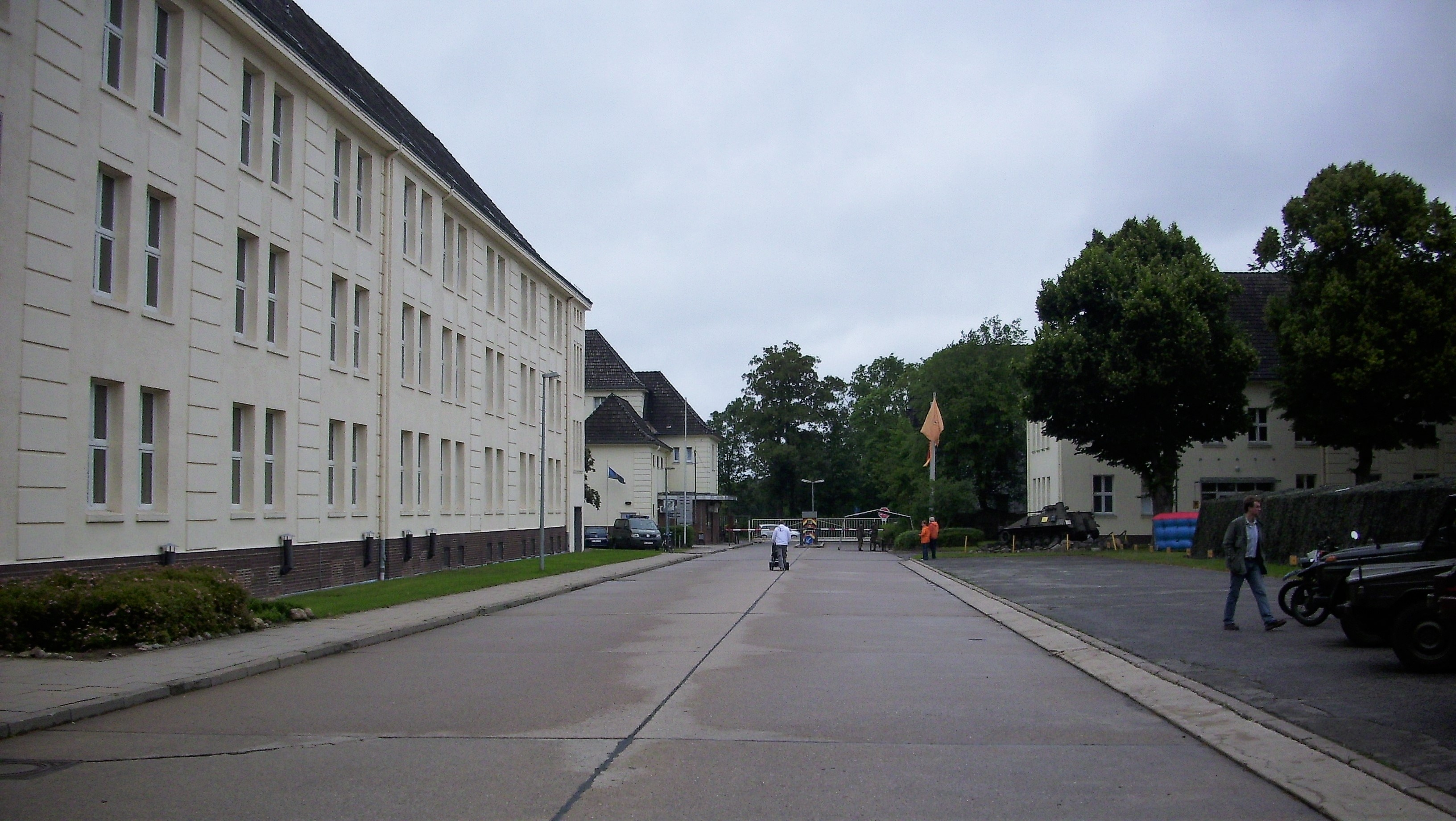
Die Oberst-Hermann-Kaserne

Am 1. Juni 1956 wurde die 1951 in Eckernförde-Carlshöhe aufgestellte Bereitschaftspolizeiabteilung, die Bereitschaftspolizei Schleswig-Holsteins, nach Eutin-Hubertushöh in eine neu errichtete Polizeiunterkunft verlegt. Im August 1957 zog zudem die Landespolizeischule in die Polizeiunterkunft Eutin-Hubertushöh um. Die Schule war im Oktober 1945 in der Nachrichtenschule in Flensburg-Mürwik als Polizeischule der Provinz Schleswig-Holstein aufgestellt worden. Im März 1946 war sie nach Eckernförde (Kaserne Carlshöhe) verlegt worden, wo sie in Landespolizeischule umbenannt wurde. Ab Juli 1950 war sie dann in Kiel-Wik beheimatet, bis sie dann nach Eutin verlegt wurde. Im Juli 1974 wurde die Landespolizeischule schließlich unweit von Eutin in einen Neubau in Kiebitzhörn, Gemeinde Malente-Gremsmühlen verlegt. Am 1. April 1994 wurden nach Maßgabe eines neuen Polizeiorganisationsgesetzes die zwischenzeitlich als Bereitschaftspolizeiabteilung bezeichnete Polizeidienststelle und die Landespolizeischule zu einer einheitlichen Polizeibehörde zusammengelegt. Unter einem gemeinsamen Dach waren nun Ausbildung, Fortbildung und Einsatz angesiedelt. Die Bezeichnung der neuen Eutiner Polizeibehörde lautete nun: Polizeidirektion für Aus- und Fortbildung und für die Bereitschaftspolizei Schleswig-Holstein, abgekürzt: PD AFB. Die PD AFB ist neben den acht Polizeidirektionen in Schleswig-Holstein eine sog. Fachdirektion. Zurzeit befindet sich die Landespolizeischule wieder in Eutin selbst.

### Bundeswehr
Eutin ist Standort des Aufklärungsbataillons 6 der Heeresaufklärungstruppe (Bundeswehr), das in der seenahen Oberst-Herrmann-Kaserne am Ortsausgang untergebracht ist. Sie ist nach Werner Herrmann (1917–2002) benannt, der ab 1961 erster Standortkommandeur in Eutin war.

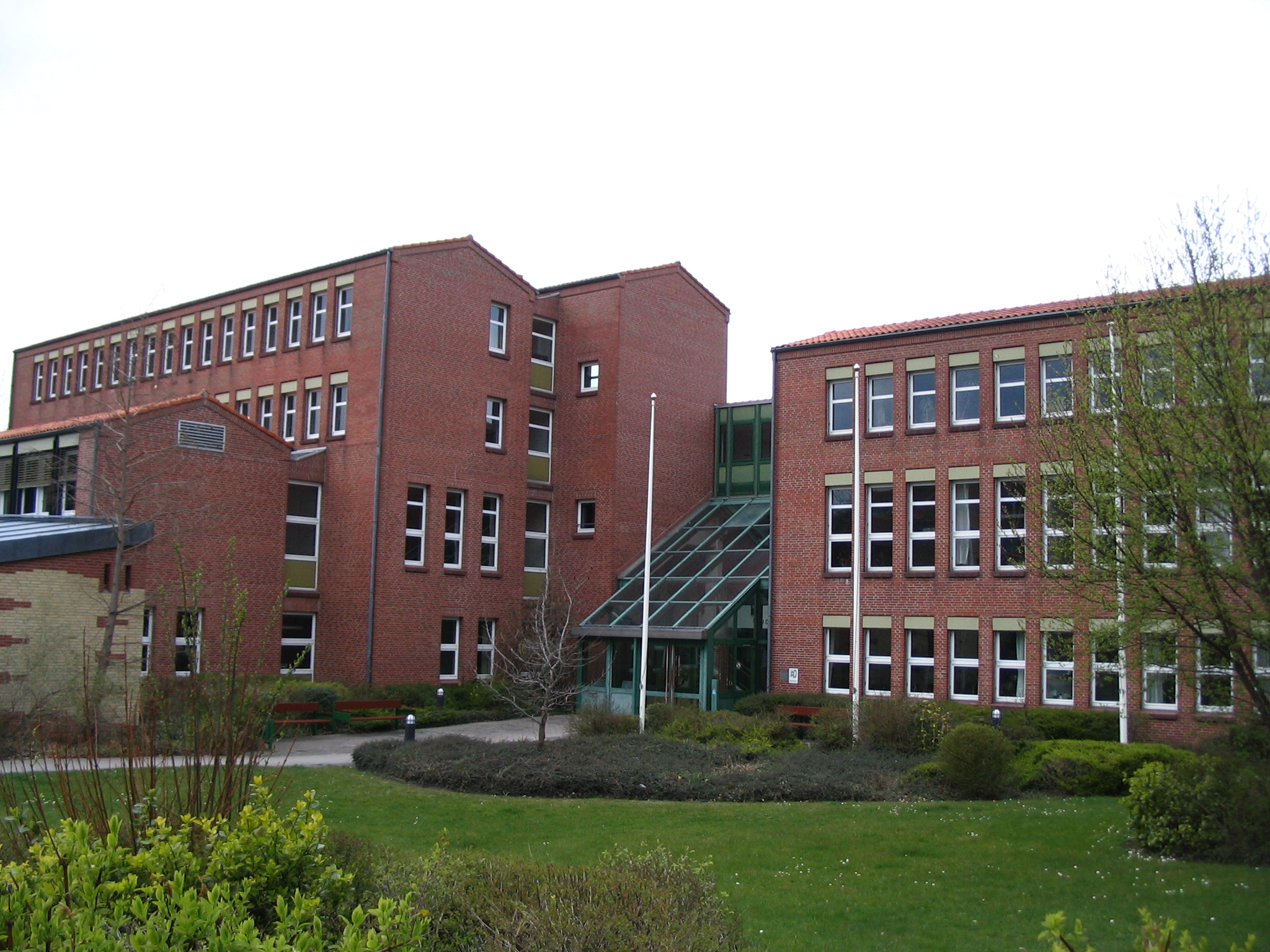
Das Amtsgericht im Eutiner Stadtzentrum

### Gericht
Eutin ist Sitz des Amtsgerichts Eutin. Der Gerichtsbezirk des Amtsgerichts Eutin umfasst die Gemeinden Ahrensbök, Bosau, Eutin, Kasseedorf, Malente, Scharbeutz, Schönwalde am Bungsberg, Süsel und Timmendorfer Strand.

### Kliniken und Krankenhäuser
- Sankt-Elisabeth-Krankenhaus
- Ameos Klinikum Eutin

## Kultur und Sehenswürdigkeiten

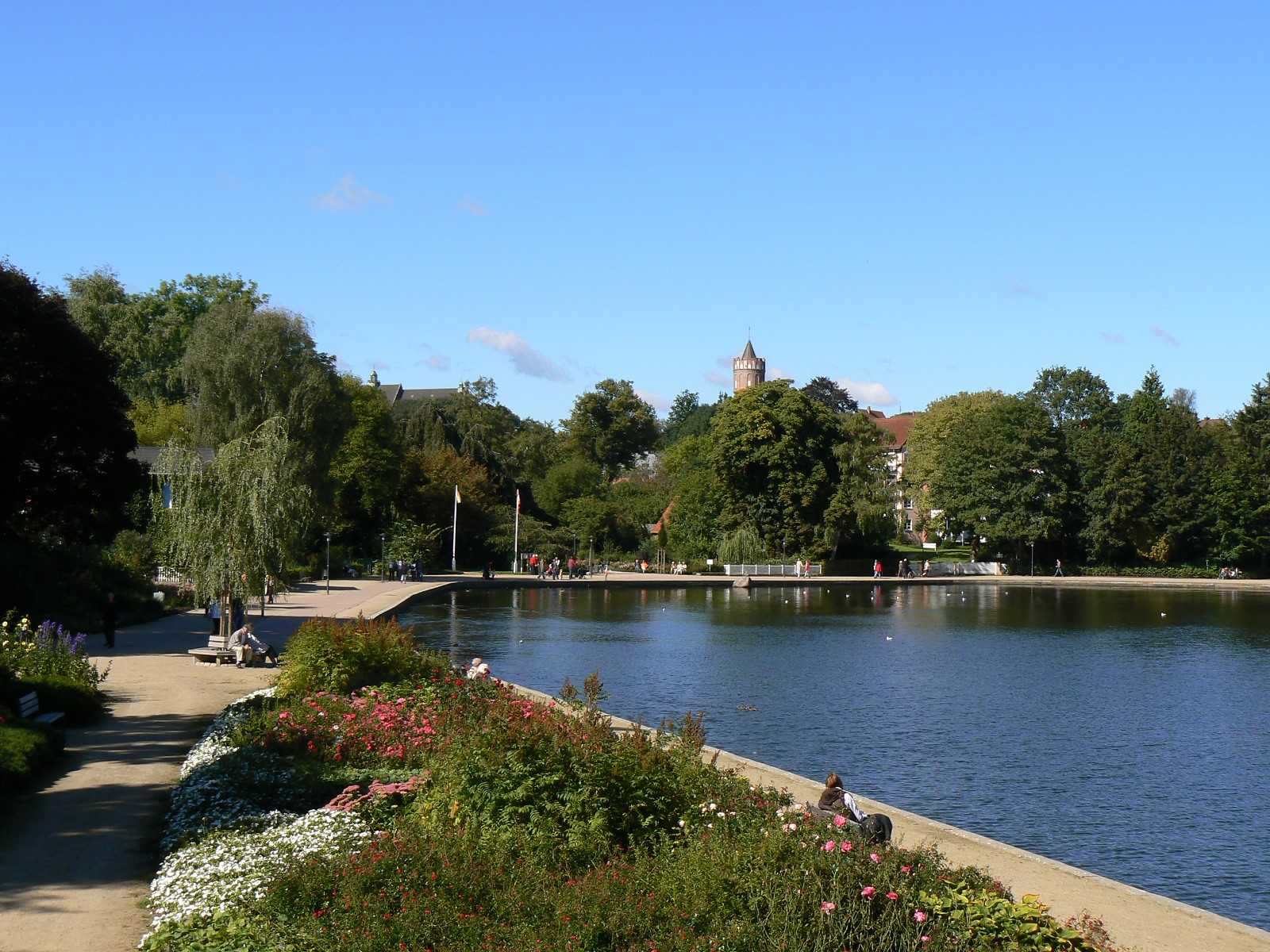
Seepromenade von Eutin vor dem Umbau anlässlich der Landesgartenschau 2016

Die Eutiner Altstadt ist um den historischen Marktplatz gruppiert und umfasst sowohl frühneuzeitliche Fachwerkhäuser als auch klassizistische Bauwerke.
Von der Bundesstraße 76 abgehend, steht an einem kleinen Forstweg im Dodauer Forst die 500-jährige Bräutigamseiche mit eigener Postanschrift. Sie dient als Kontaktbörse, die Ehewilligen per Brief, die von der Post in ein Astloch gelegt werden und dort dann mitgenommen werden können, zusammenbringt.
Die Landesgartenschau 2016 in Eutin zeigte als dritte ihrer Art in Schleswig-Holstein, dass die Gärtnerei seit je her einen wichtigen Part in der als Rosenstadt bezeichneten Gemeinde einnimmt, so war beispielsweise die Gärtnerei von Gärtnermeisterin Hänse Herms und ihres Ehemanns, des Kunstmalers Ludwig Herms, von 1927 bis 1973 in Eutin-Neudorf angesiedelt. Mit dem Potsdamer Staudenzüchter und Gartenphilosophen Karl Foerster standen sie über Jahrzehnte in freundschaftlicher Verbindung. Außerdem sind das Ziergras Panicum Virgatum ‚Hänse Herms‘ und die Silberkerze Cimicifuga simplex ‚Frau Herms‘ nach der Gärtnermeisterin benannt.

### Besondere Bauwerke

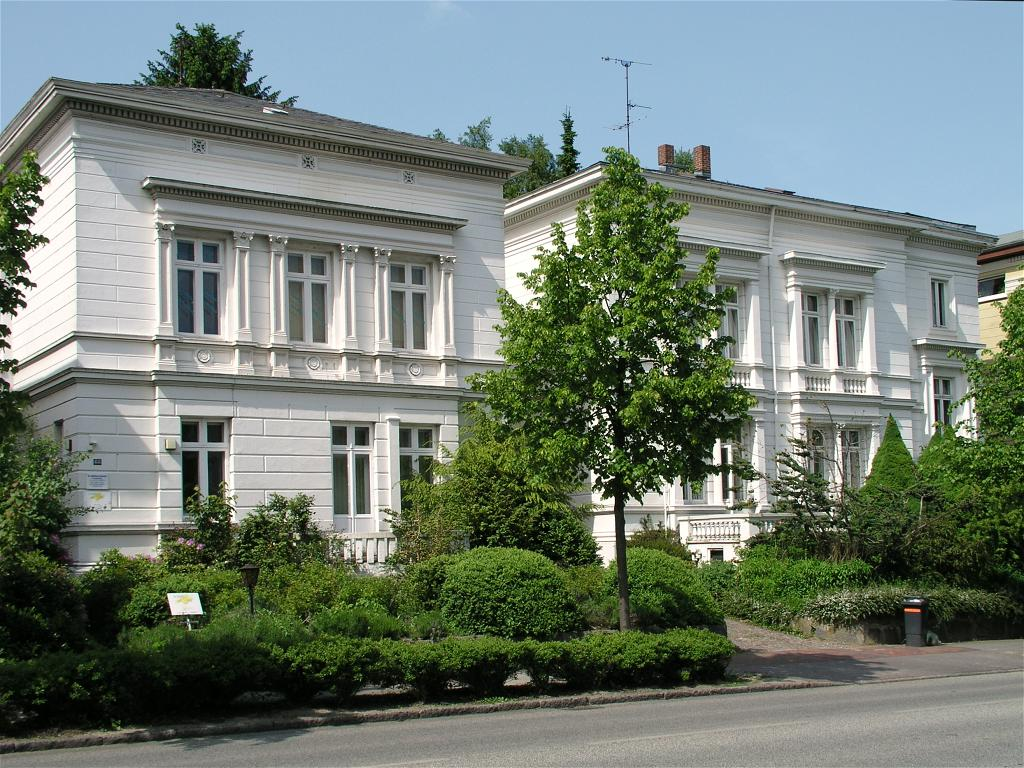
Spätklassizistische Häuser (Plöner Straße)

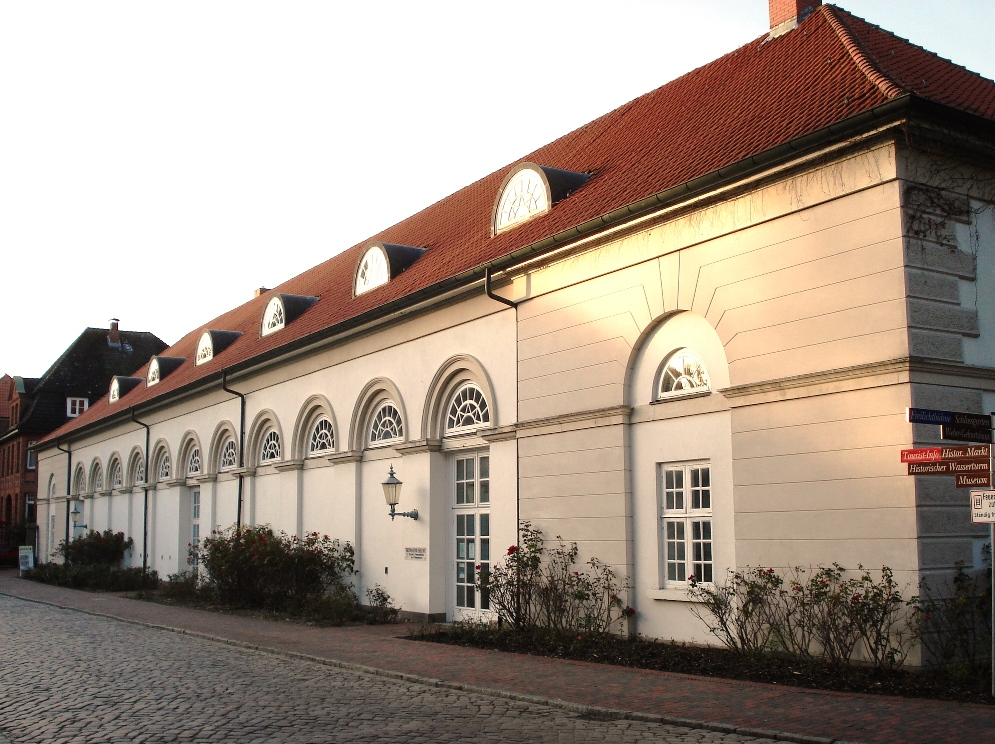
Ostholstein-Museum

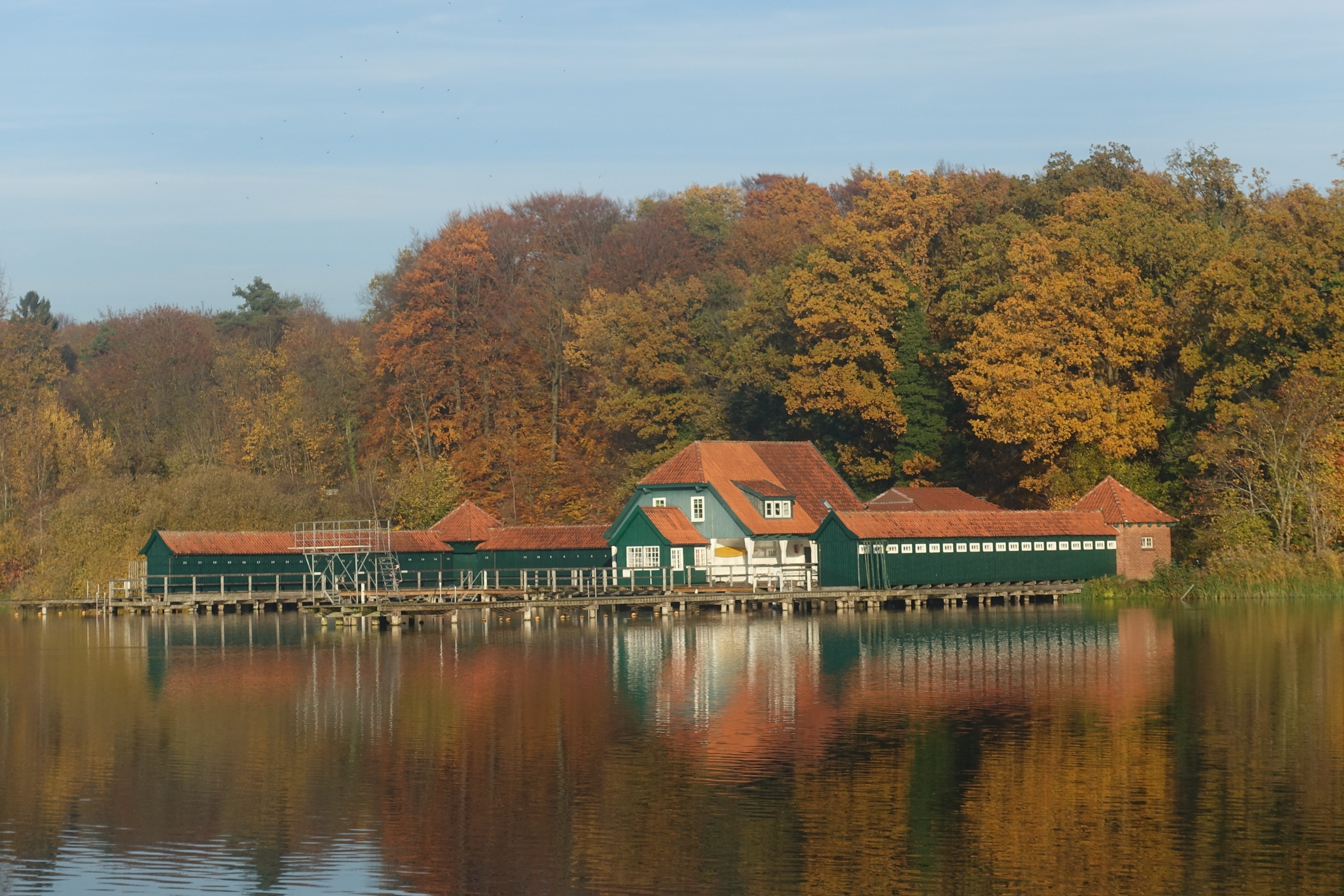
Freibadeanstalt von 1913 an der Fissauer Bucht des Großen Eutiner Sees

- Eutiner Schloss  in englischem Landschaftsgarten, einer der bedeutendsten höfischen Profanbauten Schleswig-Holsteins mit Ursprüngen um das Jahr 1160
- Ensemble am Schlossplatz
  - Kavalierhaus (heute Eutiner Landesbibliothek)
  - Marstall (heute Ostholstein-Museum Eutin)
  - Wagenremise (heute Kreisbibliothek Ostholstein)
- St.-Michaelis-Kirche
- Witwenpalais von 1786
- Windmühle
- Johann-Heinrich-Voß-Schule
- Carl-Maria-von-Weber-Schule
- Wasserturm Eutin
- Jagdpavillon
- Kaiser-Wilhelm-Turm
- Carl-Maria-von-Weber-Hain
- Forsthaus Dodau im Dodauer Forst
- Rathaus am Marktplatz
- Hofapotheke
- Gartenhaus des Hofmalers Johann Heinrich Wilhelm Tischbein, Stolbergstraße 8
- spätklassizistische Gebäudeensembles
- „Voss-Haus“: Am 29. Januar 2006 brannte das fast 300 Jahre alte Traditionsgasthaus am Voßplatz 6 bis auf die Grundmauern nieder.

### Regelmäßige Veranstaltungen
In Eutin gibt es eine vergleichsweise große Anzahl an regelmäßig stattfindenden Events, die aufgrund ihrer langjährigen Durchführungen fester Bestandteil des Veranstaltungskalenders sind:
- Anfang Januar lädt die Stadt Eutin zusammen mit dem dort stationierten Aufklärungsbataillon Holstein zum Neujahresempfang in die Oberst-Herrmann-Kaserne am Ortsausgang.
- Ende Februar finden die Besuchertage der „Train-Kids“, eines örtlichen Jugendmodelleisenbahnvereins, den es schon seit über zwanzig Jahren in Eutin gibt, statt. An einem Wochenende bestaunen hierbei jedes Jahr zwischen 600 und 800 Besucher die 55-Quadratmeter-Anlage.
- Um Pfingsten herum wird auf dem zentralen innerstädtischen Marktplatz das international renommierte „Bluesfest Eutin“ veranstaltet.
- Im August findet außerdem jedes Jahr das Eutiner Stadtfest samt Trödelmarkt in der gesamten Altstadt statt.
- Im Juni findet der sich fest etablierte „Rosenstadt-Triathlon“ statt, der verschiedene Straßenzüge in und um Eutin sowie auch den Großen Eutiner See einbindet.
- Zu Ehren Carl Maria von Webers finden seit 1951 im Schlossgarten auf einer Freilichtbühne die Eutiner Festspiele (ursprünglich Eutiner Sommerspiele) statt. In den Sommermonaten werden hier vor fast 2000 Besuchern Opern und Operetten aufgeführt, gelegentlich auch Webers Opern, vor allem Der Freischütz. Das Hausorchester sind die Hamburger Symphoniker, die in Eutin bereits Opernstars wie Hanna Schwarz, Leandra Overmann, Ruth-Margret Pütz, René Kollo, Kurt Moll, Nicolai Gedda, Theo Adam und Hermann Prey begleiteten. Seit 2007 veranstalten die Eutiner Festspiele auch ganzjährig monatliche Schlosskonzerte. Eine neue Ära der Festspiele wird zur Saison 2024 eingeläutet mit der Fertigstellung einer neuen Freilichtbühne mit 1946 Sitzen als Ersatz für die in die Jahre gekommene Bühne aus den 50er Jahren.[42]
- Seit 2004 wird Eutin immer zum Ende des Jahres zur sogenannten „Lichterstadt“. Dies bedeutete, dass Häuser und Gebäude wie das Eutiner Schloss mit Scheinwerfern in verschiedenen Farben stimmungsvoll beleuchtet wurden. Nach einer Neuinterpretation im Jahr 2022 richtet sich der Fokus vermehrt auf Lichtinstallation und -figuren, die entlang eines Rundgangs in der Innenstadt u. a. Verbindungen zur Stadtgeschichte herstellen, sowie einem kleinen Weihnachtsmarkt vor dem örtlichen Schloss eingebettet in einen ausgebauten Veranstaltungskalender.[43]
- Der Weihnachtsmarkt Werkstatt der Engel findet Ende November am und im Eutiner Schloss statt und hat Stände von 100 Ausstellern mit handwerklichen und bodenständigen Weihnachtsartikeln. Zum winterlichen Flair tragen bei: Feuerkörbe, eine Weihnachtskrippe mit lebenden Darstellern und Tieren und ein Konzert auf einem mobilen Carillon.[44]

Seit der Stadtsanierung und der damit einhergehenden Neuorientierung des Stadtimages gibt es außerdem jedes Jahr immer wieder neue Veranstaltungsformate, die ausprobiert werden. Neben neuen Angeboten, z. B. in der Adventszeit, werden beispielsweise seit 2017 das Seeparkfest an der Stadtbucht aber auch im Spätherbst ein Neubürgerempfang in der wachsenden Stadt organisiert.

### Sport
In der Eutiner Stadtgeschichte ist die Existenz mindestens dreißig eigenständiger Sportvereine belegt. Erster Sportverein der Stadt war der Männerturnverein von 1880 Eutin, dreizehn Jahre später entstand mit dem Turnverein „Eichenkranz“ von 1893 der erste Arbeitersportverein in der Stadt. In den kommenden Jahrzehnten gab es mit der Sportabteilung des Eutiner Reichsbanners, die unter anderem am Fußball-Spielbetrieb teilnahm, sowie dem Eutiner Fußball-Klub von 1930 weitere Sportvereine aus dem Umfeld des Arbeitersports, die jedoch mit dem Aufstieg des Nationalsozialismus verboten wurden oder sich im Hinblick auf die bevorstehende Gleichschaltung selbst auflösten.
Historisch erzielten Eutiner Vereine vor allen Dingen im Handball überregionale Erfolge: In den 1950er und 1960er Jahren war zunächst der PSV Eutin der erfolgreichste Verein der Stadt und gehörte sowohl im Feld- als auch im Hallenhandball der Männer für mehrere Jahre den jeweils höchstmöglichen Spielklassen an. In den 1980er Jahren stellte die TS Riemann Eutin phasenweise die größte Handballabteilung des Landes Schleswig-Holstein und erreichte im Jugendbereich neben mehreren Titeln auf Landes- und Regionalverbandsebene eine Deutsche C-Jugend-Meisterschaft. Im folgenden Jahrzehnt waren die Riemann-Handballer (zeitweise gemeinsam mit dem HTC Eutin) für mehrere Jahre auch Teil der Männer-Regionalliga. Neben der TS Riemann gibt es mit Eutin 08, dem HSC Rosenstadt Eutin und dem TSV Sielbeck insgesamt vier aktive Handballabteilungen in der Stadt – in einer kreisangehörigen Gemeinde gibt es im Land nur noch in Schleswig eine ebenso große Anzahl an Handballvereinen.
Im Badminton konnte die Eutiner Ballspielgemeinschaft (kurz: BSG), die 1971 gegründet wurde, große Erfolge, sogar auf Bundesebene, verbuchen, vor allem mit der Jugendabteilung, aus der in den 2000ern bereits mehrere deutsche Meister sowie aktuelle Bundesliga-Spieler hervorgingen. In dieser Zeit schaffte es die BSG auch Allzeit-Rekordgewinner von Deutschlands größtem Jugend-Badminton-Turnier, dem internationalen Flora-Cup in Elmshorn, zu werden. An diese Erfolge knüpft auch die aktuelle Jugend an, die u. a. 2019 auf dem selbigen Turnier zum erfolgreichste Kleinverein gekürt wurde und die zu den Führenden in ganz Schleswig-Holstein zählt u. a. mit verschiedenen Mannschaftstiteln auf Landesebene sowie Bezirks- und Landesmeistertitel im Einzel, Doppel und Mixed, wodurch sie auch auf norddeutschen und z. T. sogar auf deutschen Meisterschaften vertreten ist.
Der Eutiner PSV ist vor allem mit seiner Turn-Jugendsparte erfolgreich, die bereits mehrere deutsche Meisterschaften in Eutin ausgerichtet hat und auch aktuelle Meistertitel auf Bundesebene vorweisen kann.
Auch im Fußball waren mehrere Vereine auf regionaler Ebene erfolgreich: In der Vorkriegszeit gehörte der VfL Eutin für ein Jahr der damals erstklassigen Bezirksliga Lübeck-Mecklenburg an. Nach 1945 stellte mit einer Ausnahme (1997/98: BSG Eutin) stets die Eutiner SV 08 die stärkste Seniorenmannschaft in der Stadt, wobei den Blau-Roten mit den Aufstiegen in die drittklassige Fußball-Oberliga Nord 1990/91 sowie die viertklassige Fußball-Regionalliga Nord 2017/18 zwei Mal der Sprung in den überregionalen Fußball gelang. Auch im Fußball ist die Stadt über Eutin 08, die BSG Eutin, den TSV Fissau und den Neudorfer SV mit vier Vereinen im Spielbetrieb der Saison 2020/21 vertreten, was im Kreis Ostholstein ebenfalls den Höchstwert darstellt.
Mit Christian Klees, der Mitglied der Eutiner Sportschützen und der Nationalmannschaft des Deutschen Schützenbundes war, kann Eutin einen olympischen Goldmedaillen-Gewinner vorweisen, der diese als erster Deutscher überhaupt im Kleinkaliber gewann und dabei ein erst 2012 gebrochenen Final-Rekord aufstellte. Die Olympischen Spiele 1996 in Atlanta waren aber nur ein Höhepunkt in der Karriere des Sportschützen, der u. a. mit dem Silbernen Lorbeerblatt durch den Bundespräsidenten ausgezeichnet wurde und auch Titel auf deutscher und europäischer Ebene gewann.

## Verkehr

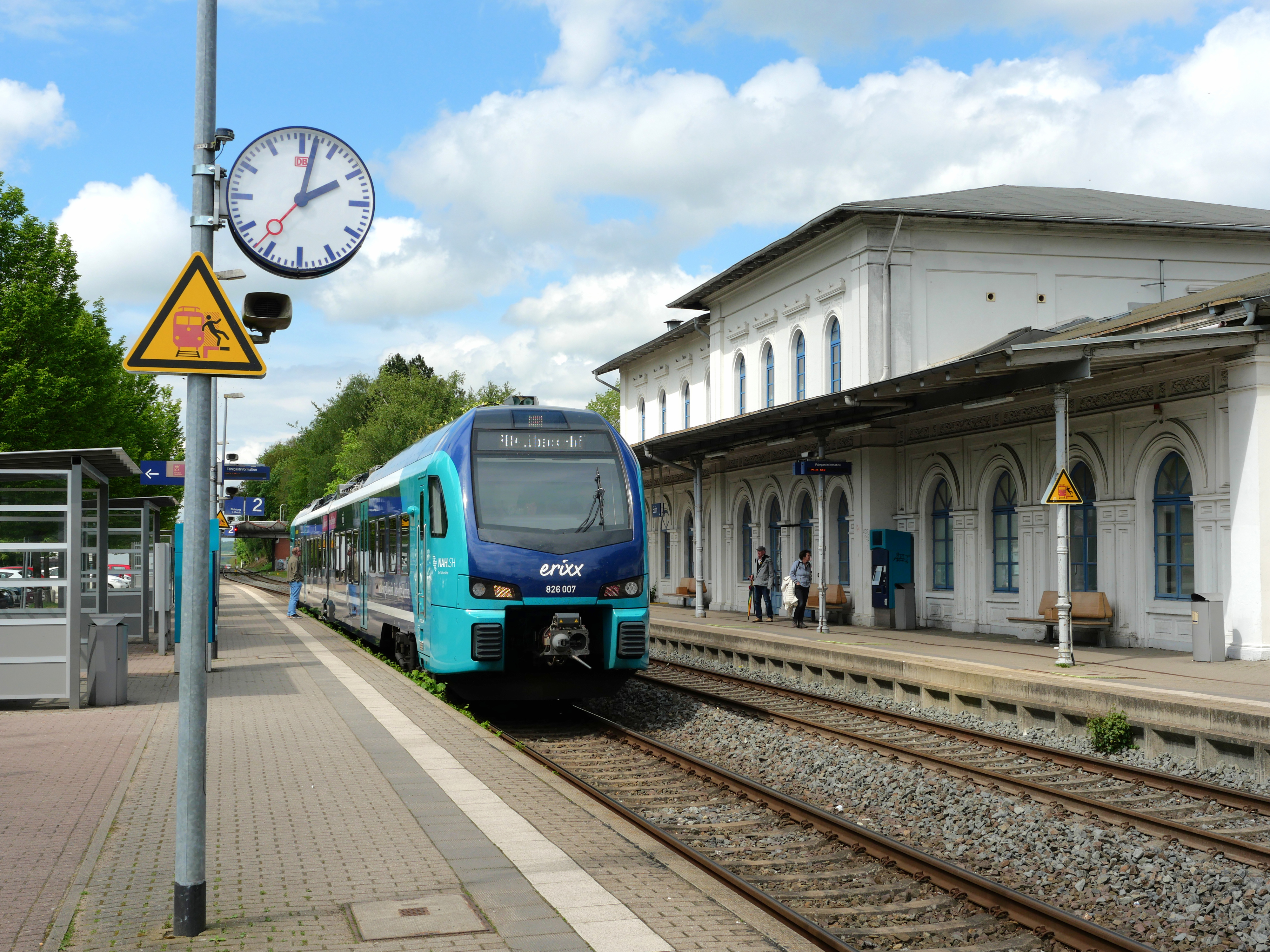
Bahnhof Eutin (Mai 2024)

Seit dem 31. Mai 1866 gibt es Schienenstrecken nach Kiel und nach Neustadt in Holstein, die ursprünglich von der Altona-Kieler Eisenbahn-Gesellschaft betrieben wurden. Am 10. April 1873 kam die Strecke nach Lübeck durch die Eutin-Lübecker Eisenbahn-Gesellschaft (ELE) hinzu. Die Bahnstrecke Kiel–Lübeck wird von zwei Zügen pro Stunde im Personenverkehr befahren. Die Strecke nach Neustadt wurde stillgelegt und das Gleis zurückgebaut.
Eutin verfügt über ein Stadtbus-Netz aus fünf Linien.
Die Bundesstraße 76 verbindet Eutin mit Kiel und der Bundesautobahn 1 nach Lübeck und Fehmarn; die Eutiner Autobahnausfahrt befindet sich auf der Höhe von Haffkrug.
Die nächste internationale Flughafen ist in Hamburg (75 km), während der Flughafen in Lübeck (45 km) nur spärliche Verbindungen anbietet und nicht an das Routennetz größerer Airlines angeschlossen ist. Der Flugplatz Sierksdorf/Hof-Altona ist 12 km entfernt.
Seit über 100 Jahren finden auf dem Großen Eutiner See Schifffahrten statt. Hier verkehrt Ostern und von Mai bis Oktober ein Fahrgastschiff mit dem Namen Freischütz der Eutiner Seerundfahrt.

## Persönlichkeiten

### Ehrenbürger
- Leonhard Boldt (1875–1963), Maler, erster Ehrenbürger Eutins
- Ernst-Günther Prühs (1918–2016), Pädagoge und Kommunalpolitiker

## Trivia
In Eutin und Umgebung, auch im Schloss, wurde 1972 der Film Cabaret mit Liza Minnelli gedreht, 1977 der Tatort-Klassiker Reifezeugnis mit Nastassja Kinski und Klaus Schwarzkopf.
Im Jahre 2017 fand das dritte Deutschlandtreffen der Urban Sketchers in Eutin statt.